# 파괴적 기분조절부전장애
파괴적 기분조절부전장애(Disruptive mood dysregulation disorder, DMDD)는 아동과 청소년에게 보이는 정신질환(mental disorder)으로, 지속적으로 짜증나 있거나(irritable) 화가 난(angry) 기분(mood), 상황에 걸맞지 않고 또래들에 비해 심각한 잦은 분노 폭발(temper outburst)을 특성으로 한다. 파괴적 기분조절부전장애는 정신질환 진단 및 통계 편람(Diagnostic and Statistical Manual of Mental Disorders) 제5판(DSM-5)에 청소년 우울장애(depressive disorder) 진단 기준으로 등재되어 있다. 증상은 주의력결핍과잉행동장애(attention deficit hyperactivity disorder, ADHD), 반항 장애(oppositional defiant disorder, ODD), 불안 장애(anxiety disorder), 아동 양극성장애(childhood bipolar disorder)와 유사하다.
2013년 DSM-5에 정신장애로 처음 등재되었다. 기분장애(mood disorder)로 등재되어 있다. 치료는 기분증상(mood symptom)에 대한 약물치료는 물론 기분 조절 기법을 다루기 위한 개인 및 가족 치료가 있다. 장애를 가진 아이들은 장래에 우울(depression)과 불안(anxiety)을 가질 위험이 있다.

## 징후 및 증상
장애를 가진 아동들의 부모들은 대부분 아이가 취학 전에 증상을 처음 보인다고 말한다. 아이는 일주일에 3번 이상의 울화 폭발을 반복적으로 심각하게 드러낸다. 많은 아이들이 성질(tantrum)을 잘 부리지만, 장애를 가진 청소년은 강도나 지속성에 있어 과도한 분노 폭발을 보인다. 이러한 분노폭발은 언어나 행동으로 나타난다. 언어적 분노폭발(verbal outburst)은 보는 사람 입장에서는 격분(rage), 욱하는 것(fit), 성질(tantrum) 정도로 비춰진다. 아이는 지나치게 오랜 시간동안 소리치거나 고함지르거나 우는데, 때로는 특별한 이유가 없다. 물리적 분노폭발(physical outburst)은 사람이나 사물을 향한다. 아이는 물건을 집어던지거나 타인을 물건이나 손으로 치거나 물어뜯기도 하며, 가구나 장난감을 부수기도 하고, 기타 상해를 가하거나 파괴적인 행동을 한다.
장애를 가진 아이는 타인에게 보일 정도로 짜증나 있거나 화난 기분을 지속적으로 보여준다. 부모, 교사, 급우들은 아이에 대해 습관적으로 화내거나, 예민하다거나, 불만이 많다거나, 쉽게 울분을 터뜨린다고 말한다. 반항장애, 불안장애, 주요 우울 장애(major depressive disorder)와 같은 아동 정신장애 증상에서 보이는 과민성(irritability)과는 달리, 이 장애를 가진 아동이 보이는 과민성은 단기적이거나 상황에 의한 것이 아니다. 과민성이나 분노는 병적으로 심각한 것이며 거의 매일 다양한 상황이나 배경에서 발생하는 것으로,  1년 이상 지속된다.
DSM-5에는 지속성, 환경, 장애 발병과 같은 진단기준을 마련하고 있다. 분노폭발이 12개월 이상 나타났으며, 집이나 학교 등 2개 이상의 환경에서 발생한다. 또한 1개 환경 이상에서 심각한 정도로 나타나야 한다. 증상은 10세 이전에 나타나며 6~18세 사이에 진단된다. 이러한 진단기준은 양극성 장애 진단을 받은 적 있지만 폭발할 듯한 분노를 정확히 치료받지 못한 아동을 돕기 위해 고안되었다.

### 동반증상
이 장애의 주요 특징인 분노폭발과 만성 과민(혹은 짜증)은 정신질환의 아동이나 청소년에게 보이기도 한다. 장애와 다른 정신질환 간의 구분은 어려울 수 있다. DMDD와 비슷한 장애들로는 주의력결핍과잉행동장애(attention deficit hyperactivity disorder, ADHD), 반항장애(oppositional defiant disorder, ODD), 아동 양극성 장애(bipolar disorder in children)가 있다. 게다가 지역사회와 임상 차원에서, 이 장애는 장애, 특히 반항장애의 내면화(internalization)와 외면화(externalization)와 동반되며, 장기적으로 기능상 결과가 좋지 않을 가능성이 있다.

#### ADHD
주의력결핍과잉행동장애(ADHD)는 신경발달장애(neurodevelopmental disorder)의 하나로, 부주의(inattention)와 과잉행동성-충동성(hyperactivity-impulsivity)을 특징으로 한다.
DMDD 아동은 과잉행동과 충동성을 보이지만, 2개 이상의 기준에서 ADHD와 구분된다. 첫째, DMDD는 심각한 기분 요소와 함께하는 우울장애(depressive disorder)인 반면  ADHD는 신경발달장애이다. DMDD의 현저한 특성은  지속적으로 짜증이나 화난 기분이다. ADHD에서도 정서조절부전이 나타나지만, 지속적인 짜증이나 분노를 보이지는 않는다. 둘째, DMDD는 심각하고 반복적인 분노폭발을 보이지만 ADHD는 그렇지 않다. ADHD 아동들은 충동적으로 행동하지만 다른 사람이나 재산을 향하여 언어적 물리적 공격성을 보이지는 않는다. ADHD 아동은 DMDD 진단을 받을 수 있다.

#### 반항장애
반항장애(oppositional defiant disorder, ODD)는 파괴적 행동장애(disruptive behavior disorder)로서 대들거나 저항하거나 때론 타인에 대한 적대적 행동을 보이는 것을 특징으로 한다.
DMDD와 비슷하게, ODD는 아동기에 나타나고 짜증나는 기분과 분노폭발이 모두 나타나기도 한다. 또한 ODD와 DMDD 특성 모두 지속적이어서 ODD 아동은 수개월 수년 동안 증상을 보인다. ODD와 DMDD는 동시에 자주 일어난다. DMDD 아동 거의 대부분은 ODD 진단을 받는다. 그러나 ODD 아동 15%만이 DMDD 진단 기준에 부합한다. DMDD는 아이의 기분 문제가 가장 두드러진 ODD의 심각한 형태로 구축되나, 추가 연구가 필요하다. DSM-5에서 아이는 두 장애 모두 진단될 수 없다. 아이가 ODD와 DMDD 모두 부합한다면, 더 심각한 DMDD만으로 진단된다.{APA 2013}
유사성에도 불구하고 DMDD는 ODD와 구분된다. ADHD처럼 ODD는 파괴적 행동장애잊만 기분장애는 아니다. ODD 아동은 짜증과 분노폭발을 보일 수 있지만, 비순종적이고 저항적인 행동이 주요 특성이다. 이는 부모 무시, 심부름 거부, 경멸이나 분노에 찬 행동 등을 보인다. 뿐만 아니라 ODD 아동은 특정 인물에 대한 반항성(oppositionality)과 저항성(defiance)을 보인다. 예를 들어, 아이는 엄마에게 저항하지만 아빠에겐 순종한다. 반대로 DMDD 아동은 대부분의 사물이나 사람에게 분노와 물리적 공격성을 보인다. 예를 들어 아이는 부모에게 신경질을 부리거나 교사와 급우에게 짜증을 내며 화나면 물건을 부순다. 게다가 DMDD와 ODD는 분노폭발의 지속성과 심각성에 차이가 있다. ODD 아동은 부모의 요청을 무시하거나 지시에 순종하지 않지만, DMDD 아동은 소리치거나 고함지르거나 부모를 때려서 분노를 표출한다. DMDD 아동의 분노폭발은 이유가 없기도 하며 기대 이상으로 오래 지속된다. 즉 DMDD 아동은 ODD와는 다른 발달 양상을 보인다.  ODD 아동은 품행장애(conduct problem) 발달의 가능성이 있지만, DMDD 아동은 아동기와 청소년기 불안과 우울을 보일 수 있다.

#### 양극성 장애
DMDD와 양극성 장애(bipolar disorder)의 큰 차이는, DMDD에 동반하는 짜증이나 분노폭발은 단편적이지 않고 만성적이며 매일 끊임없이 보인다는 것이지만, 양극성장애는 며칠 혹은 몇주 지속되는 조증
삽화(manic episode)나 경조증 삽화(hypomanic episode)를 보이는 것을 특성으로 하며, 부모는 양측 에피소드에서 보이는 아이의 기분와 행동을 구분해야 한다. DSM에서는 DMDD와 양극성 장애의 이중 진단을 차단한다. 양극성장애는 단편조증(episodic mania)이나 경조증(hypomania) 증상을 보이는 청소년에게만 사용한다.
청소년기 이전, DMDD는 양극성장애보다 흔하다. DMDD 아동 대부분은 성인기에 증상이 감소하지만, 양극성장애는 10대와 성년 초기에 증상을 보인다. 양극성 장애 아동에 비해 DMDD 아동은 나이가 들어 주요 우울장애나 범불안장애(generalized anxiety disorder)로 발전할 위험이 더 크다.

## 원인
DMDD 원인은 알려져 있지 않다.
DMDD 청소년은 부정적인 정서 자극이나 일상 사회생활을 돌보고 처리하고 대응하는 데 어려움이 있다. 일부 연구에서는 DMDD 청소년은 타인의 사회적 단서(social cue)나  정서 표현 해석에 어려움이 있다고 한다. 이런 청소년들은 타인의 슬픔, 두려움, 분노 등의 부정적 정서 표현을 판단하는 것이 서툴다. fMRI(Functional MRI) 연구에서는 정서 표현과 새로운 자극과 관련된  편도체(amygdala)의 저활성화(under-activity)와 관련있다고 본다. 사회적 단서 해석의 결함은 사회 환경에서 아이에게 이유 없는 분노와 공격성의 발생을 보이게 하는 소인이 되기도 한다. 예를 들어 DMDD 청소년은 노려보기나 놀림과 같은 부정적 사회적 단서를 선택적으로 관심을 기울이고 다른 정보들은 최소화한다. 이들은 타인의 정서 표현을 곡해하여 타인의 유순한 행동을 적대적이거나 위협적인 것으로 판단한다. 결국 또래들에 비해 충동적이고 분노에 차서 행동하는 경향이 크다.
DMDD 아동은 부정적 정서가 일단 발동하면 제어하기 힘들어 한다. 정서 조절 문제를 연구하기 위하여 연구자들은 DMDD 아이들에게 컴퓨터게임을 하게 한다. 사실 게임은 아이가 지게끔 조작이 되어 있다. 게임을 하는 동안 DMDD 아동은 일반 또래들에 비하여 동요와 부정적 정서적 각성을 보인다. 또한 DMDD 청소년은 내측전두회(medial frontal gyrus)와 전대상피질(anterior cingulate cortex)이 다른 청소년에 비해 활동성이 상당히 큰 것으로 나타났다. 이 영역들은 부정적 정서 평가 및 처리, 정서 상태 감시, 분노, 좌절 시에 효과적인 대응책 선택을 담당하기에 중요하다. DMDD 청소년은 부정적인 사건에 보다 강하게 영향받는다는 것을 말한다. 이들은 잘 화를 내고, 흥분 시에는 부정적 정서를 다루는 방식에 있어 효과적이고 사회적으로 수용 가능한 방식을 덜 선택하게 된다. 다른 연구에서는, DMDD를 6세에 갖게 된 아동은 6세에 모든 정신 장애를 관리한 후라 하여도, 9세가 되면 기능적 차질, 또래와의 문제가 더 생기게 되고 교육 서비스를 더 받게 될 것이라고 본다.

## 치료

### 약물
치료 효과는 적고, 치료는 DMDD 증상이 뚜렷한 환자에게 의사가 대응하는 식으로 한다. 기분안정제인 리튬(lithium)이 양극성 장애 성인에게 치료 효과가 있기에, 일부 의사는 DMDD 치료에 사용했지만, 징후 및 증상 완화에 있어 위약(placebo)보다 나은 것은 없었다. DMDD는 아이의 증상을 타겟으로 하는 약물들을 혼합하여 사용한다. 청소년에게만 짜증이나 슬픔에 있어 항우울제(antidepressant medication)가 사용된다. 분노폭발이 심한 청소년에겐 리스페리돈(risperidone)과 같은 비전형적 항정신제(atypical antipsychotic medication)가 사용된다. 이 둘 다 아이들에겐 부작용이 있다. 결국 DMDD와 ADHD 아동에게는, 자극제(stimulant medication)가 충동성 완화를 위해 사용된다.
최근 트릴렙탈(Trileptal)과 같은 기분인정제 사용은 아만타딘(Amantadine)과 같은 약을 혼합하여 사용하였다. 텍사스(Texas) 오스틴(Austin)의 한 클리닉에서는 처방전을 따른 DMDD 아이들에세 85% 치료효과를 보았다고 한다.

### 심리사회
인지행동치료(Cognitive behavioral therapy, CBT)는 만성 과민과 분노 폭발을 가진 청소년을 돕도록 발전해 왔다. 대부분의 DMDD 청소년은 ADHD와 반항장애를 보이기에, 처음에 전문가들은 유관관리(contingency management)를 통하여 아이들을 치료하려 하였다. 이는 아이에게 적절한 행동을 하도록 부모에게 가르침을 주고 체계적 무시(systematic ignoring) 혹은 타임아웃(time out)을 통하여 부적절한 행동을 하지 않도록 하게 하는 것이었다. 유관관리는 ADHD와 반항장애에 효과가 있지만 DMDD의 짜증과 분노에는 효과가 없다.

## 예후
DMDD의 경과는 잘 알려져 있지 않다. 잘 치료되지 않으면 만성 과민과 분노 폭발은 청소년기 초기  지속되지만, 장기적 관점의 연구는 부족하다. 성인기 DMDD의 지속적인 영향과 문제에 대해, DMDD를 앓은 적 있는 장기 연구 참여자는 빈곤 가정과 편부모 가정에서 온 집단에 비해 더욱 그러한 성향이 강하다.  게다가 아동기 DMDD 진단을 받은 참여자는 성인이 되어도 불안장애와 우울장애를 앓을 확률이 높다. 또한 성병, 질병, 흡연률도 높다. 또한 불법이나 탈선 및 중범죄 확률도 높았다. 또한 가난할 가능성도 높았다. 6세에 DMDD가 있으면, 6세에 모든 정신 질환을 제어하더라도 평생 우울장애 및 9세 시기의 ADHD 확률을 높다.

## 유행병학
2015년 DMDD 발병률은 0.8%에서 3.3%로 상승하였다. 유행병학 연구(Epidemiological studies)는 약 3.2% 아동이 만성 과민과 분노를 가지고 있다고 본다. 실제 인상에서는 이보다 더 흔할 것이다. 부모들은 정신질환 아동 중 약 30%는 DMDD 진단 기준을 충족한다고 말하며, 15%는 병원 관계자의 관측에 의거한 기준을 충족한다.

## 역사
1990년대 초, 일부 의사들은 과잉행동, 과민성, 분노폭발을 보이는 아동들을 관찰하렸다. 증상은 가정, 학업, 친구 관계에 지장을 주었다. ADHD와 ODD처럼 아이의 짜증과 분노의 심각성을 포착하지 않았기에 아이 대부분은 양극성장애로 진단되었다. 장기 연구에서 만성 과민과 분노폭발을 보이는 아동은 청소년기나 성년기에 불안과 우울을 보이게 되며 양극성장애로는 발전하지 않는다는 것을 발견하였다. 결국 DSM-5에서 지속적 짜증과 분노폭발을 보이는 아이에 대한 새 진단명 DMDD가 생겼다. 2013년, 미국정신과협회(American Psychiatric Association, APA)는 DMDD를 DSM-5에 추가하고 우울장애로 분류하였다.